# Wróblin Głogowski
Wróblin Głogowski (niem. Fröbel) – dawna wieś, obecnie prawie zupełnie opuszczona część Głogowa, w województwie dolnośląskim, w powiecie głogowskim. Wróblin leży w bezpośrednim sąsiedztwie Huty Miedzi Głogów. Zdegradowanie środowiska naturalnego przez hutę zmusiło mieszkańców wioski do jej opuszczenia. Obecnie Wróblin Głogowski znajduje się w granicach administracyjnych Głogowa i zamieszkuje go jedna rodzina. Na terenie osiedla znajduje się stacja kolejowa Głogów Wróblin.
1 stycznia 1990 prawie w całości (360,36 ha) włączony do Głogowa.

## Nazwa
Nazwa wywodzi się od polskiej nazwy „wróbel”, ptaka z rodziny wróblowatych (Passeridae). Według niemieckiego geografa oraz językoznawcy Heinricha Adamy’ego nazwa miejscowości wywodzi się od polskiej nazwy „wróbel” – „von wróbel = Sperling”. W swoim dziele o nazwach miejscowych na Śląsku wydanym w 1888 roku we Wrocławiu jako najwcześniejszą wymienia polską nazwę – „Wróblina” podając jej znaczenie „Sperlingdorf” czyli po polsku „Wieś wróbli”. Niemcy zgermanizowali nazwę na Fröbel w wyniku czego utraciła ona swoje pierwotne znaczenie.
W 1295 w kronice łacińskiej Liber fundationis episcopatus Vratislaviensis (pol. „Księdze uposażeń biskupstwa wrocławskiego”) miejscowość wymieniona jest w formie Wroblino.

## Zabytki
Do wojewódzkiego rejestru zabytków wpisane są obiekty:
- Kaplica ob. kościół fil. pw. św. Heleny, klasycystyczny, murowany z cegły, zbudowany w roku 1810.
- Dzwonnica drewniana.

Inne zabytki:
- Pomnik żołnierzy niemieckich pochodzących z Wróblina Głogowskiego poległych na frontach I wojny światowej.

W pobliżu Wróblina Głogowskiego odkryto ciałopalne cmentarzyska kultury łużyckiej. Znaleziska wystawione są obecnie w Muzeum Archeologiczno-Historycznym w Głogowie, w Zamku Książąt Głogowskich.